# Nasty (cântec)
„Nasty” este un cântec al interpretei americane Janet Jackson. Piesa a fost compusă de Jimmy Jam și Terry Lewis și Jackson, fiind inclusă pe cel de-al treilea material discografic de studio al artistei, Control. „Nasty” a ocupat locul 8 în Elveția și locul 3 în Statele Unite ale Americii, devenind un hit la nivel mondial.

## Clasamente
| Clasament                       | Poziția maximă | Referință |
| ------------------------------- | -------------- | --------- |
| Australian Singles Chart        | 17             | [ 4 ]     |
| Austrian Singles Chart          | 21             | [ 2 ]     |
| Belgian Singles Chart (Flandra) | 4              | [ 5 ]     |
| Canadian Hot 100                | 3              | [ 6 ]     |
| Dutch Singles Chart             | 5              | [ 7 ]     |
| France Singles Chart            | 99             | [ 8 ]     |
| German Singles Chart            | 9              | [ 9 ]     |
| New Zealand Singles Chart       | 8              | [ 2 ]     |
| Swiss Singles Chart             | 8              | [ 2 ]     |
| UK Singles Chart                | 19             | [ 10 ]    |
| U.S. Billboard Hot 100          | 3              | [ 3 ]     |